# Fraget

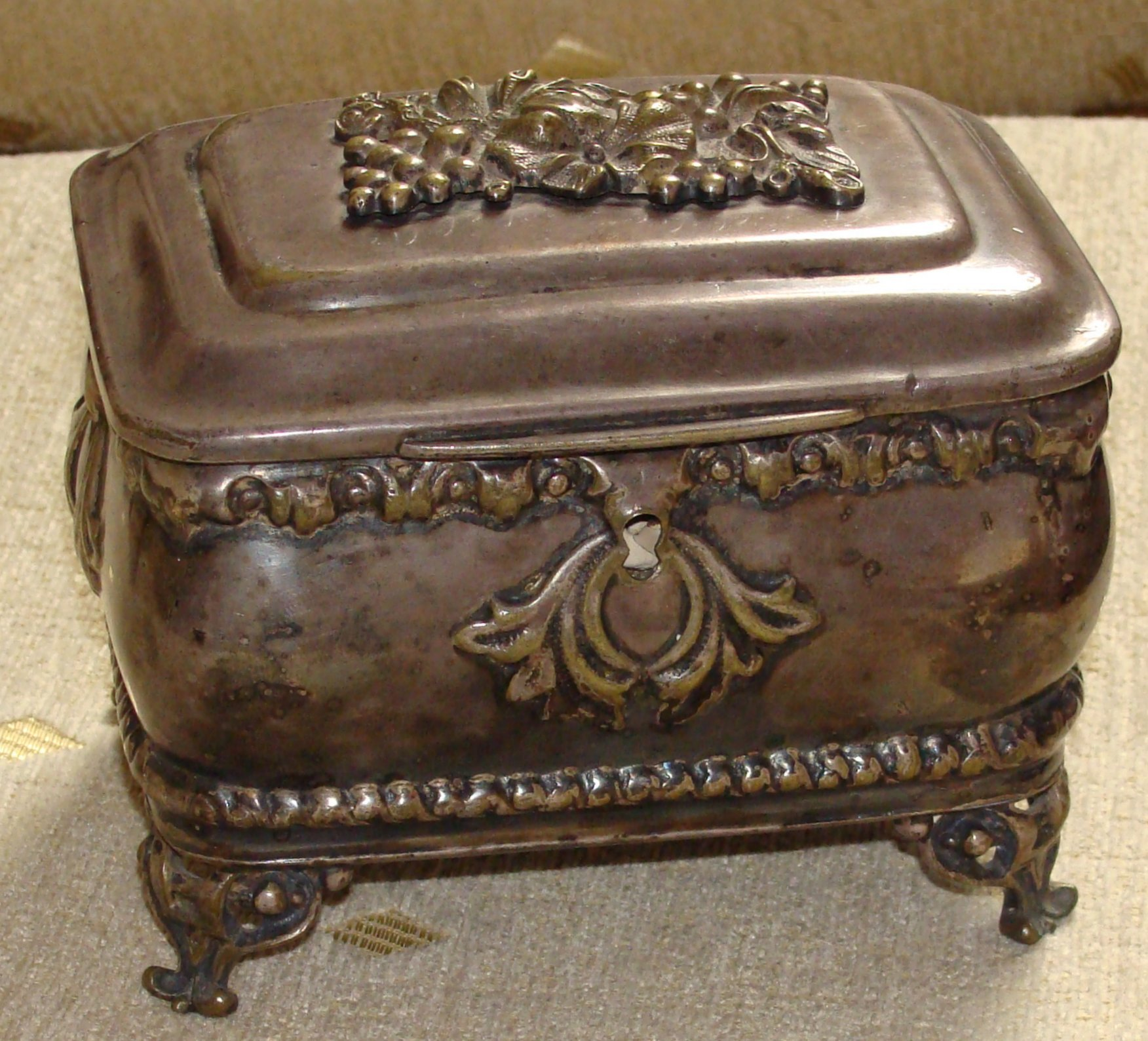
Cukiernica – widok z przodu

Fraget (pełna nazwa Józef Fraget) – fabryka wyrobów platerowanych założona w 1824 roku w Warszawie przez Alfonsa i Józefa Fragetów. Do wybuchu wojny w 1939 roku wytwarzała sztućce oraz galanterię stołową, tzw. platery.

## Historia

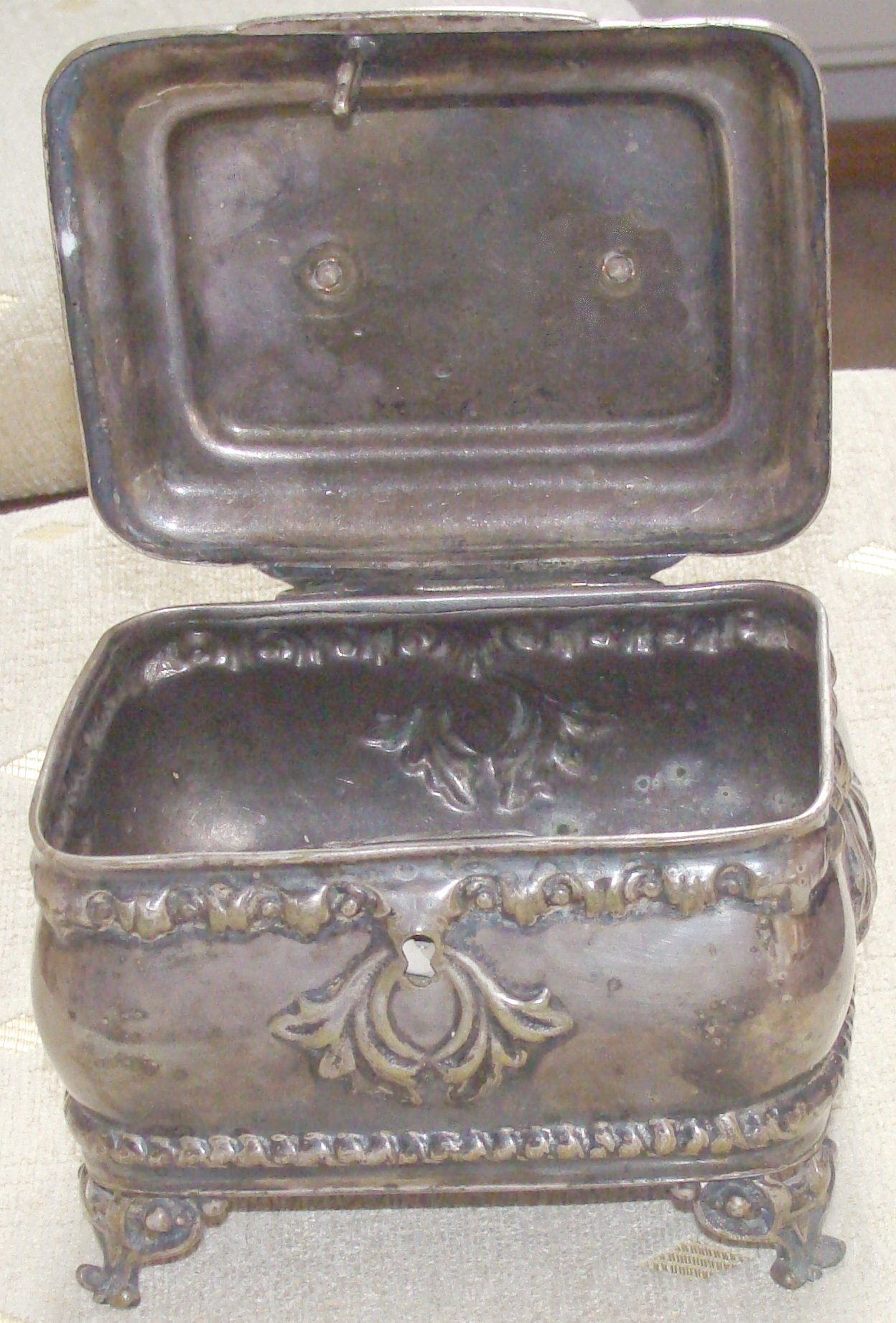
Cukiernica szkatułkowa – wyrób Józefa Frageta z fabryki wyrobów platerowanych w Warszawie

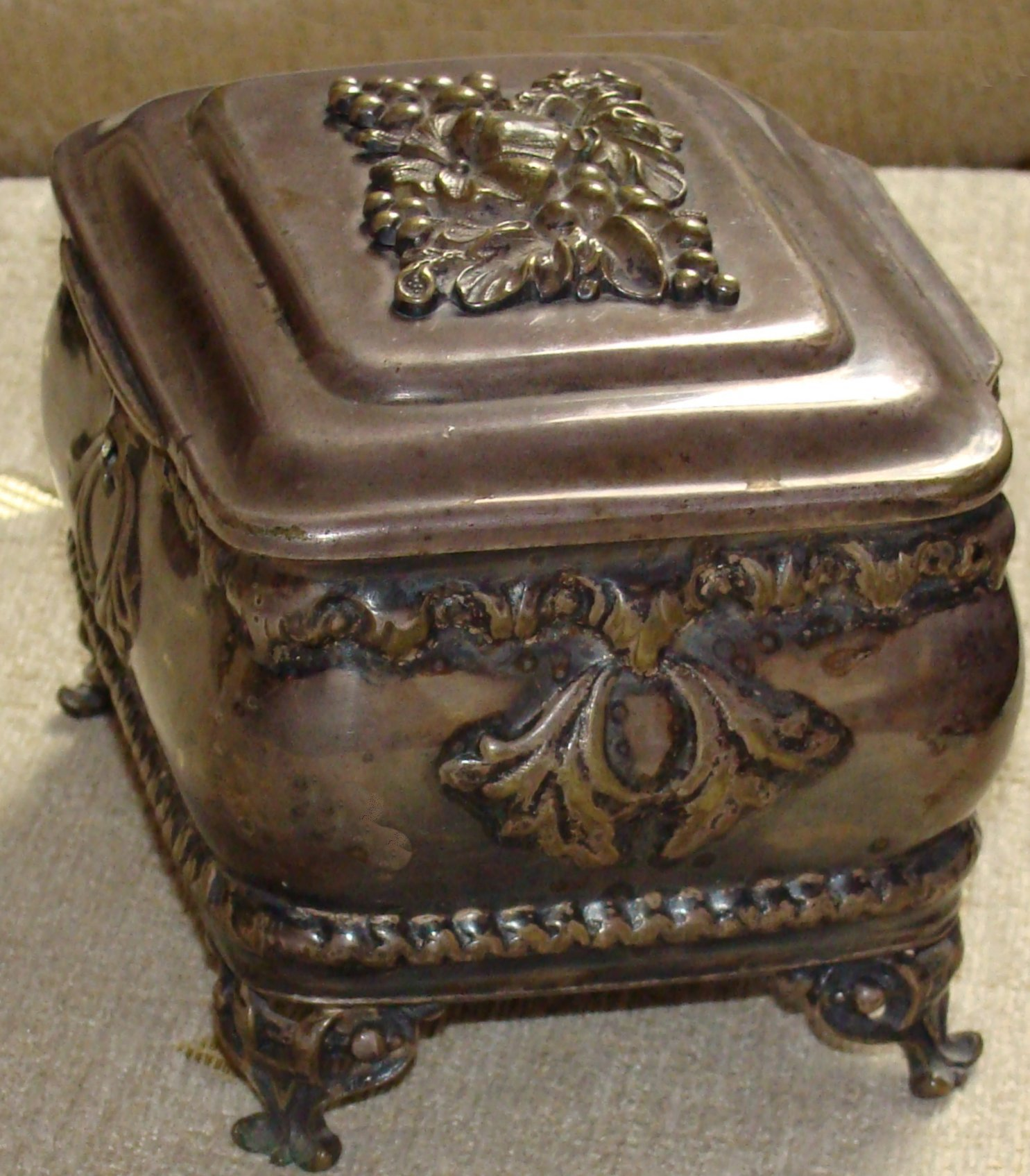
Cukiernica szkatułkowa – widok z boku

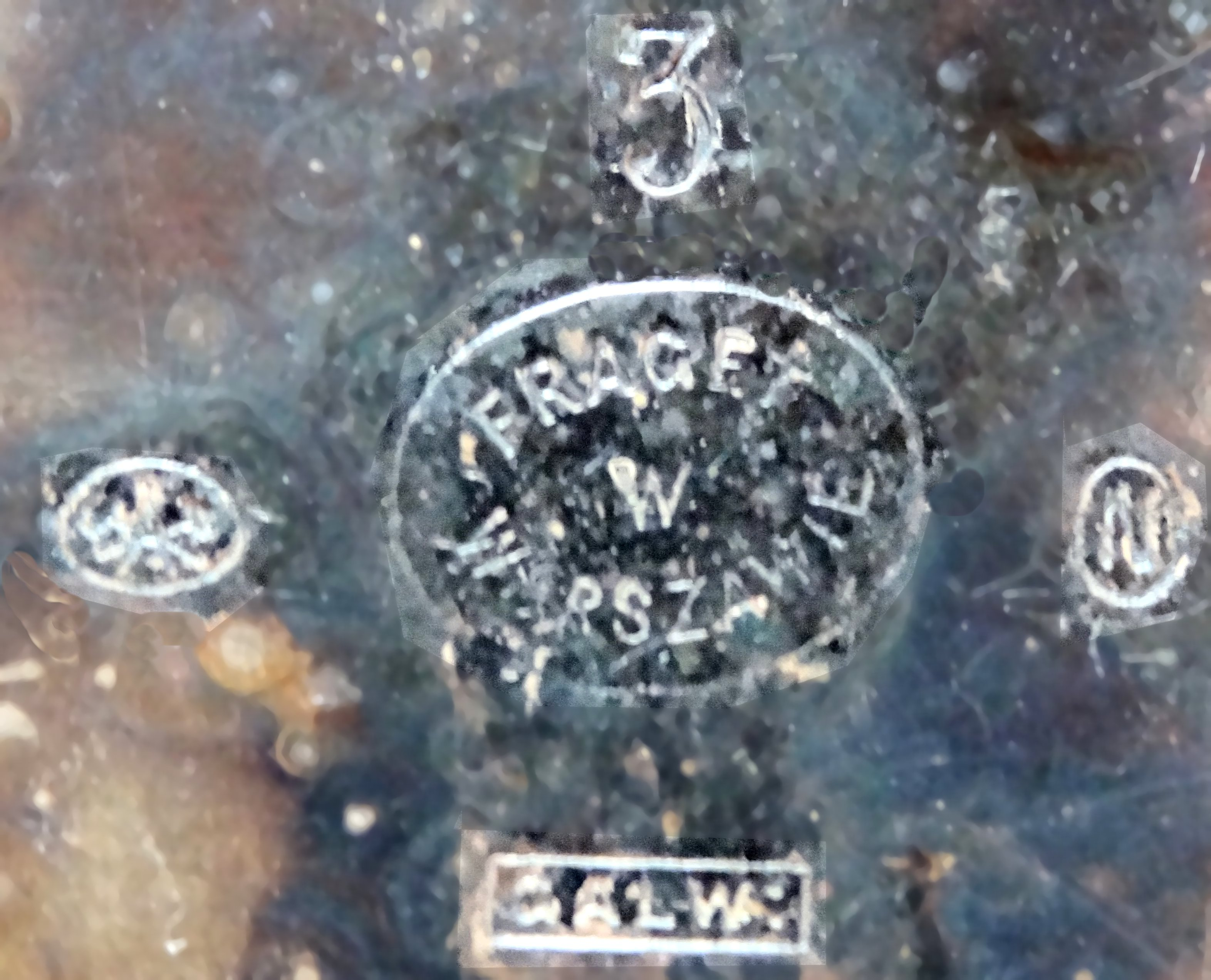
Cukiernica szkatułkowa – spód ze znakami firmowymi

Alfons i Józef zostali zaproszeni z Francji do Polski przez Tadeusza Mostowskiego – ówczesnego Ministra Spraw Wewnętrznych Królestwa Kongresowego. Przyznana pożyczka pozwoliła im założyć na ulicy Jasnej w Warszawie małą firmę produkującą wyroby miedziane i platerowane. W umowie pożyczkowej właściciele zobowiązali się przez okres 6 lat w pełni wykształcić w swoim rzemiośle dwóch krajowych rzemieślników. W kolejnych latach uczniów przybywało, a jak podkreślono w publikacjach z okazji 75-lecia jej istnienia, firma dobierała pracowników z zasady wśród Polaków i wśród swoich uczniów.
Już w 1825 roku firma zwróciła na siebie uwagę swoimi wyrobami na publicznej wystawie, otrzymując za swe wyroby medal srebrny mały. Między 1825 a 1828 rokiem wynajęto większy lokal w oficynie pałacu Łubieńskich przy ulicy Królewskiej 1066.
Dane o firmie z następnych lat wskazują, że nastąpił okresowy kryzys (zapewne spowodowany powstaniem listopadowym) i firma, szukając zarobku, musiała przerzucić się na handel spożywczy. Już w 1839 r. pojawiło się gazetowe ogłoszenie o sprzedaży sprowadzonych prosto z Francji nowych dagerotypów, po 1000 zł polskich za sztukę. Każdy był wyposażony w 6 platerowanych tablic do zdejmowania obrazów z natury, szkło (zapewne obiektyw) oraz instrukcję.
Prawdopodobnie w 1848 r. Alfons Fraget wycofał się z przedsięwzięcia, a w 1851 roku otrzymał od brata plenipotencję do odebrania we Francji spadku po obojgu rodzicach (według nowego kalendarza 21 czerwca 1851 r. w kancelarii Noskowskiego) i wkrótce potem wrócił do Francji.
Józef Fraget w 1844 roku zakupił parcelę na ulicy Elektoralnej 753, postawił tam budynki, zreorganizował i unowocześnił fabryczną produkcję. Rok później przy Krakowskim Przedmieściu 473 powstał drugi salon sprzedażny, a w roku 1852 zorganizowano skład komisowy przy ulicy Miodowej 491.

### Józef Fraget

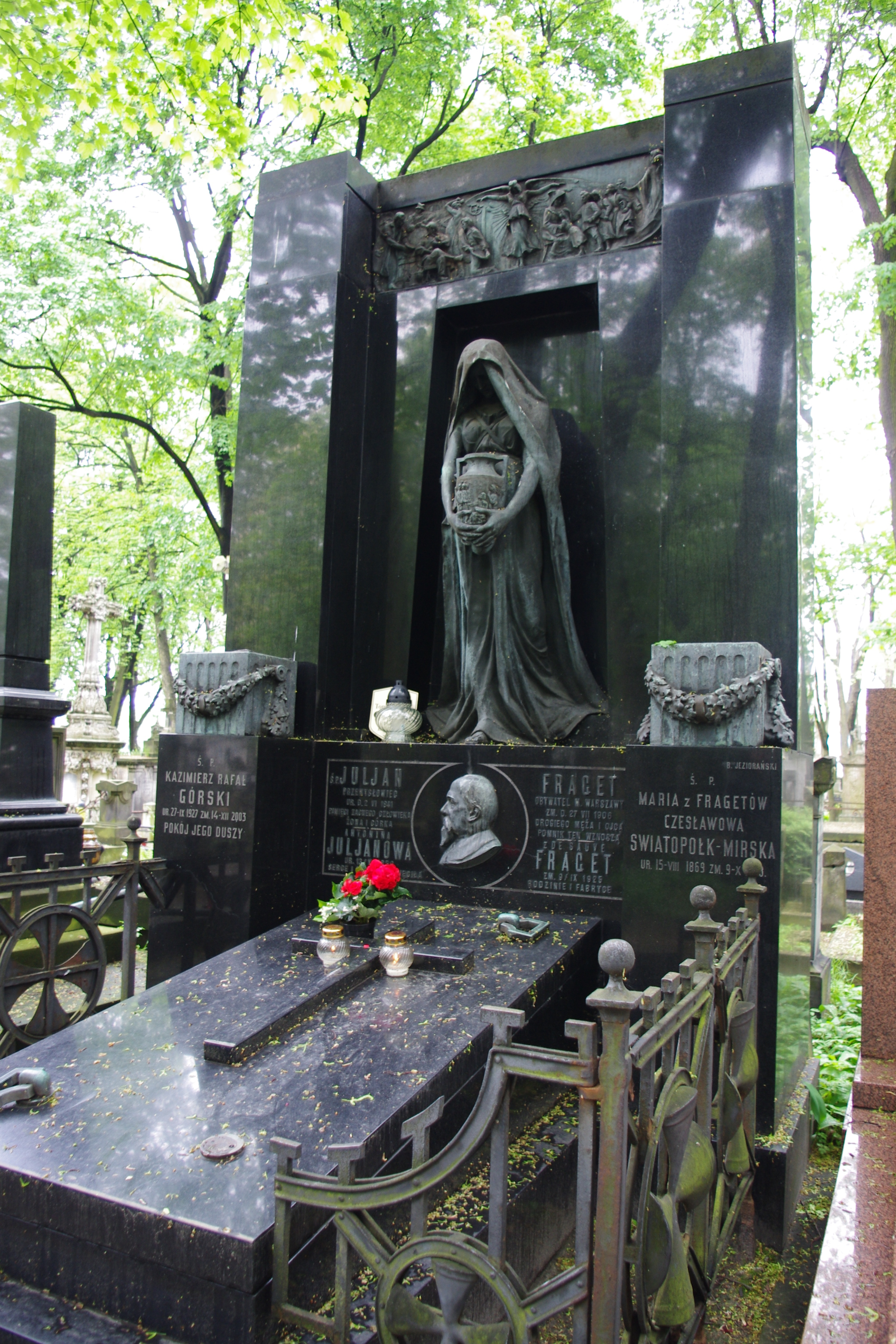
Grób przemysłowca Juliana Frageta i jego rodziny na Starych Powązkach w Warszawie (kwatera 159-6-9/10)

Józef Fraget urodził się 25 maja 1797 roku w La Ferté-sous-Jouarre (departament Seine-et-Marne) jako syn Ludwika Huberta Frageta i Marii Katarzyny z domu Mota. Ukończył Politechnikę w Paryżu i w Charlottenburgu koło Berlina. Budując nową fabrykę, starał się wprowadzać nowoczesne technologie. W tym celu od 1847 roku podróżował po Europie i zwiedzał najnowsze zakłady. W Paryżu zwróciła jego uwagę technologia galwanizacji metodą cylindrów wynaleziona przez Roulta i Elkingtona i odstąpiona firmie Christofle et Cie. w Paryżu. Fraget zakupił patent i sprowadził do Warszawy fachowca znającego tę technologię.
Początkowo wyrabiano tylko sztućce, ale szybko zaczęto produkcję platerów korpusowych. Od 1849 roku zaczęto w produkcji stosować nowe srebro (neusilber, żółtego koloru) uzyskiwane we własnej odlewni. Uruchomiono także laboratorium galwaniczne. Asortyment wyrobów bardzo się powiększył, natomiast platery znajdowały nabywców u przedstawicieli różnych klas majętności. W 1850 roku np. komplet do herbaty można było kupić za 1690, za 313 lub za 291 zł polskich, wazę za 700 złp, a ozdobę stołową z rogami obfitości za 2000 złp. Wyrabiano też rondelki miedziane wewnątrz bielone oraz posrebrzane elementy latarni powozowych.
W zakładzie zatrudnienie wzrosło od 17 osób w 1839 roku, do 45 w 1845, 150 w 1847 i 239 osób w 1859 roku. W 1848 roku w zakładzie używano 168 różnych maszyn o sumarycznej mocy 24 KM, były tam tokarnie, gisernie, modelarnie, heblarnie, ślusarnie, stolarnie, młoty balansowe, nożyce mechaniczne, a zamiast miechów wprowadzono już wentylatory.
W 1857 sprowadzono z Austrii, jedyną w Królestwie Polskim, maszynę do wyrobu sztućców z nowego srebra pozwalającą uzyskać ich 150 tuzinów dziennie. Wyroby odznaczały się dokładnym powleczeniem, trwałością, czystością roboty oraz pięknymi kształtami i odpowiednią wielkością.
16 lipca 1867 r. zmarł Józef Fraget.

### Julian Fraget
Jego następcą został Julian Fraget urodzony w Warszawie 2 czerwca 1841 roku. Ukończył politechnikę w Liège. Ożenił się w Konkolownicy z Polką francuskiego pochodzenia Antoniną de Sauvè.
Pod jego zarządem przedsiębiorstwo zachowało dawną nazwę i do końca XIX wieku przodowało w branży wyrobów platerowanych. Od 1884 roku firma szeroko rozwinęła produkcję argentariów ze srebra 84 próby. Poszukując inspiracji korzystała z wzorców rodzimych twórców i współpracowała między innymi z Siemiradzkim i Kucharzewskim. Obawiając się konkurencji i podróbek, utrzymywała własne sklepy w takich miejscowościach, jak: Tyflis, Konstantynopol, Lwów, Mińsk, Żytomierz, Grodno, Petersburg, Moskwa, Charków, Odessa, Kijów, Wilno, Łódź.
Firma prezentowała swoje wyroby na wielu wystawach, zdobywając wiele prestiżowych nagród. Dla przykładu warto wspomnieć o następujących:
- w Warszawie zdobyła medal srebrny wielki w 1828 i 1838 roku
- w 1838 firma dostała medal złoty na wstędze św. Stanisława
- w St. Petersburgu medal srebrny mały (1839)
- w Warszawie medal złoty na wstędze św. Anny (1841)
- w Warszawie medal złoty na wstędze św. Włodzimierza (1857)
- w St. Petersburgu medal srebrny wielki (1861)
- w Moskwie medal złoty mały (1865)
- w Paryżu medal brązowy (1867)
- w St. Petersburgu medal srebrny (1870)
- w Paryżu medal złoty (1889)

W latach 1883–1885 tempo rozwoju firmy uległo zmniejszeniu z powodu pożaru. W 1890 r. u Frageta pracowało 400 robotników, moc maszyn pracujących wynosiła 85 KM, natomiast wartość produkcji oceniano na 781 tys. rubli. W tym czasie „Bracia Henneberg” zatrudniali 168 robotników, ich maszyny dysponowały mocą 40 KM i osiągali 170 tys. rubli w produkcji.
Aby po pożarze zwiększyć produkcję, do fabryki włączono rozwijającą się firmę „Rzodkiewicz, Zaborowski i Surzycki”, zaś w 1897 roku założono Towarzystwo Akcyjne Wyrobów Platerowanych – Józef Fraget.
W 1906 w Purkersdorf (pod Wiedniem) zmarł Julian Fraget. Został pochowany na warszawskich Powązkach. Jego grobowiec zaprojektował Bolesław Jeziorański. Fryz płyty grobowca, przedstawiający dobrodziejstwa pracy i nauki, wykonali pracownicy zakładu.
Zarządzanie przedsiębiorstwem przejęła córka Juliana, Maria Antonina (1869–1934), żona księcia Czesława Światopełk-Mirskiego.
Para miała czworo dzieci:
- Julia (1890–1981)
- Kazimierz (1891–1941) zmarł w KL Auschwitz, a jego dwóch synów zginęło w powstaniu warszawskim
- Józef (1893–1970) zarządca fabryki po śmierci matki, żonaty z księżną Marią Radziwiłł, po wojnie wyjechał do Brazylii, gdzie zmarł
- Maria (1901–1998)

### Okres I wojny światowej i międzywojenny
I wojna światowa źle wpłynęła na kondycję zakładu. Rekwizycje maszyn i surowców oraz brak pracowników były bardzo dokuczliwe. Ograniczono asortyment wyrobów i rynki zbytu. Cło naliczane zależnie od wagi wyrobu skłoniło zarząd do produkcji małych, elementarnych wyrobów. Zaprzestano wyrobów z neusilber, produkując wyroby z białego stopu, zawierającego głównie nikiel. Ograniczono produkcję drobnych wyrobów na rynki wschodnie, zaprzestano produkcji zapalniczek, papierośnic, cygarniczek, przyborów biurkowych. Produkowano głównie sztućce i podstawowe elementy zastawy stołowej. W 1926 roku opatentowano biały stop i nazwano go bielnikiem. Był on szlachetniejszy niż alpaka, a wyroby z niego cieszyły się dużym powodzeniem, gdyż nawet po starciu powłoki srebrnej pod spodem ukazywał się ten sam biały kolor, co nie rzucało się tak bardzo w oczy.
Wyroby z bielnika zakupywały ministerstwa, wojsko, stołówki, sanatoria, kasyna oficerskie, szpitale, restauracje itd. Wyroby Frageta trafiły na stoły prezydenta RP, MS Batorego, hoteli Bristol i Polonia, Towarzystwa Międzynarodowego Wagonów Sypialnych. Za projekt i realizację zastawy dla Ministerstwa Rolnictwa w 1927 roku zakład otrzymał specjalne podziękowanie.
W 1928 roku król Afganistanu złożył osobiście zamówienie na zastawy stołowe i artystyczną galanterię stołową dla swego dworu. Firma obiecywała, że dostosuje swoją produkcję do gustu mieszkańców Afganistanu; przymierzano się do uruchomienia w Kabulu sklepu.
W międzyczasie uruchomiono sklepy w Meschedzie, Aleksandrii i Kairze.
Dla Mennicy Państwowej produkowano srebrne krążki przerabiane w niej na monety. Na początku lat 30. ustał eksport do Rumunii i Bułgarii. Zmniejszyły się zamówienia z Jugosławii, Grecji i Egiptu. W zgodzie z popytem wytwarzano blachy potrzebne przy produkcji amunicji oraz odblaskowe blachy do reflektorów przeciwlotniczych.

### Okres II wojny światowej i po 1945

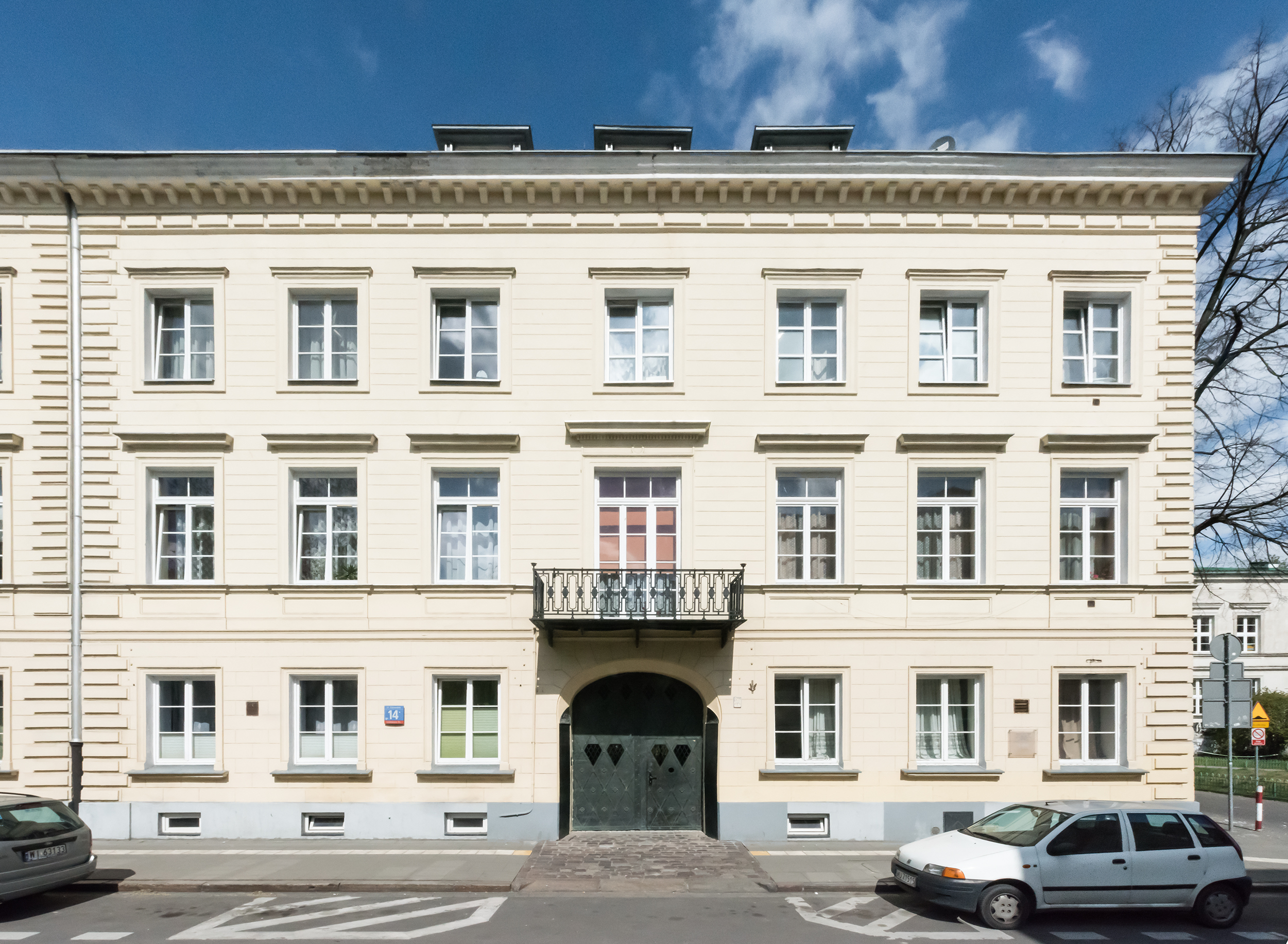
Kamienica Józefa Frageta przy ul. Elektoralnej 14 w Warszawie, będąca częścią dawnego zespołu fabryki Frageta

Po wybuchu II wojny światowej przedsiębiorstwo zaprzestało produkcji.
Po zakończeniu wojny grupa ocalałych robotników reaktywowała przedsiębiorstwo, ale wkrótce je upaństwowiono. 1 stycznia 1965 roku z połączenia fabryki Braci Henneberg i fabryki Józefa Frageta powstał zakład „Hefra”, produkujący sztućce oparte na wzorach z obu dawnych firm. Siedziba Hefry pozostała w Warszawie (ul. Ogrodowa, Warszawska Wytwórnia Platerów HEFRA SA), natomiast samą wytwórnię od 2002 roku przeniesiono do Legnicy.

## Dorobek
W ciągu swego istnienia przedsiębiorstwo stało się bardzo sławne dzięki wykwintnemu wzornictwu i dobrej jakości swych wyrobów. Zaopatrywała w zastawy dwory europejskie, np. króla Serbii, króla Rumunii oraz szacha Persji i króla Afganistanu. Jej wyroby zdobywały nagrody na międzynarodowych wystawach. Wiele muzeów europejskich ma w swoich zbiorach kolekcje galanterii stołowej firmy Fraget, m.in. Zamek Królewski i Muzeum Narodowe w Warszawie, prezentują je także muzea w Moskwie i Petersburgu.

Przy ul. Elektoralnej 14 zachowała się brama przebudowana dla Fragetów przez Andrzeja Gołońskiego z napisem (inicjałami) J.F. 1844. W kościele św. Karola Boromeusza przy ulicy Chłodnej 21 zachowała się para świeczników ufundowanych przez Juliana i Antoninę Fragetów – świeczniki stoją na marmurowym podeście zaopatrzonym w odpowiednią inskrypcję. Przy okazji tej fundacji w „Robotniku” nr 43 z 1901 roku napisano: 

Robotnicy wyglądają jak śledzie wędzone z powodu braku świeżego powietrza; za to fabrykant ma się coraz lepiej i zdobywa tytuł filantropa i dobrodzieja. Bo jakżesz nie chwalić takiego pana, który ofiaruje tak hojny dar, jak kandelabry wartości 20 tys. rubli...

 W tym samym kościele znajduje się także tabernakulum wykonane w fabryce, a ufundowane przez Aleksandrę Potocką w 1886 roku. Zachowała się też niezliczona ilość drobnych wyrobów stołowych, sztućców i galanterii stołowej. Wyroby Frageta są poszukiwane przez kolekcjonerów i znawców. Wiele fabryk np. w ZSRR swoją produkcję oparło na wzorach wyrobów Frageta.